# Tiémélékro
Tiémélékro è una città, sottoprefettura e comune della Costa d'Avorio, situata nel dipartimento di M'Batto; conta una popolazione di 29 267 abitanti (censimento 2014).